# Gerhard Weidemann
Gerhard (Gerd) Weidemann (* 14. August 1934; † 21. Dezember 2013) war ein deutscher Zoologe und Ökologe.

## Biografie
Weidemann promovierte 1964 in Kiel bei Adolf Remane und Berndt Heydemann über die Hautflügler-Familie Proctrotrupidae. Daraufhin war er als Ökologe in der Arbeitsgruppe von Peter Ax an der Universität Göttingen maßgeblich an der Entwicklung des deutschen Beitrags zum Internationalen Biologischen Programm (IBP) beteiligt, dem ersten international ausgerichteten Forschungsprogramm auf ökosystemarer Grundlage. Das Göttinger Team untersuchte repräsentative Ökosysteme im Solling (Solling-Projekt), insbesondere den dort dominierenden Buchenwald. Gerd Weidemann erforschte die Lebenszyklen und den Energieumsatz dominanter Laufkäferarten. Anfang der 1970er Jahre führte sein Weg als ordentlicher Professor für Ökologie an die Universität Bremen. Hier engagierte er sich im Projektstudium und etablierte eine erfolgreiche Arbeitsgruppe mit den Schwerpunkten Ökosystemforschung, Rekultivierung und Ökotoxikologie. Weiterhin war er wesentlich am Aufbau des Instituts für Ökologie und Evolutionsbiologie (IFÖE) und des interdisziplinären Zentrums für Umweltforschung und nachhaltige Technologien (UFT) beteiligt. Mit dem Projektteam Naturschutz im Agrarraum erhielt er 1994 den Preis für ausgezeichnete Lehre und ihre Innovation (Berninghausenpreis) und leitete die erste große Evaluation des Fachbereichs Biologie/Chemie. 1999 ging Weidemann in den Ruhestand.
Er war engagiertes Mitglied der Gesellschaft für Ökologie, der Deutschen Bodenkundlichen Gesellschaft und weiterer Fachverbände. Mit einem weiterhin bodenökologisch-ökotoxikologisch systemaren Schwerpunkt wird die von Gerd Weidemann gegründete Arbeitsgruppe von seiner Nachfolgerin Juliane Filser weitergeführt.
Er war Gründungsmitglied der Unabhängigen Wählergemeinschaft (UWG) in Worpswede bei Bremen und engagierte sich als Mitglied des Gemeinderates und des Kreistages insbesondere für Ortsentwicklung, Umwelt- und Landschaftsschutz sowie Verkehr.

## Forschungsschwerpunkte
Seine zentralen Lehr- und Forschungsthemen waren die Bodenökologie, Ökosystemforschung, Ökotoxikologie und die Weiterentwicklung ökologischer Theorie.

### Allgemeine Ökologie
Innerhalb der Ökologie vertrat Gerd Weidemann eine holistisch syn-ökologische Sichtweise. Diese betont die Bedeutung der Interaktionen von Organismen und berücksichtigt Komplexität auf unterschiedlichen Maßstabsebenen, von der Mikroebene bis zum Ökosystem und der Biosphäre. Das ökologische Gefüge lässt sich nur als Prozess des Zusammenwirkens verstehen, nicht aber durch eine Reduktion auf eine isolierte Betrachtung der Einzelkomponenten. Dies führte Gerd Weidemann zur Entwicklung eines systemischen Forschungsprogramms, das auch eine intensive Kooperation mit anderen Fachdisziplinen beinhaltet, wie der Bodenkunde, der Chemie und den Sozial- und Rechtswissenschaften.
Gerd Weidemanns Forschungskonzeption ist theoriegeleitet, aber immer in den naturräumlichen Realitäten verwurzelt. Als ein Kenner der Biodiversität (sic! Pflanzen, Wirbeltiere, Wirbellose) förderte er Artenkenntnis als Grundlage ökologischer Forschung, sowohl im allgemeinen Überblick als auch spezialisiert auf Gruppen der Bodenfauna (Protozoen, Nematoden, Collembolen, Bodenmilben u. a.).

### Ökosystemforschung
In der Ökosystemforschung beteiligte er sich am ersten international koordinierten Versuch, eine vergleichende quantitativ-funktionale Typisierung von Ökosystemen zu entwickeln (Internationales Biologisches Programm IBP). Der Forschungsraum im Solling, ein Buchenwald-Ökosystem, wird bis heute vom Forschungszentrum Waldökosysteme (Universität Göttingen) weiterführend untersucht. An der Universität Bremen wurden diese Ansätze von Gerd Weidemann auf den Gebieten der Bodenökologie und Ökotoxikologie weiter entwickelt. Mit der Einrichtung der Forschungsfläche „Siedenburg'sche Bauschuttdeponie Bremen Walle“ etablierte er die Langzeitforschung an der Universität Bremen. Der Standort ist mittlerweile neben Nationalparken und Großprojekten eines von 17 deutschen Gebieten im weltweiten Netzwerk „Long Term Ecological Research LTER“.

### Bodenökologie
Als terrestrischer Ökologe befasste sich Gerd Weidemann intensiv den Eigenschaften und Funktionen von Böden als Resultat des Zusammenwirkens von abiotischen Gegebenheiten und den Bodenorganismen sowie mit der Bodenentwicklung als ökosystemarem Prozess. Seine Expertise auf dem Gebiet der Bodenkunde geben hierfür wesentliche Impulse. Für Gerd Weidemann ist der Boden nur mit einem systemorientierten, skalenübergreifenden und interdisziplinären Ansatz adäquat zu erforschen. So befassen sich seine Arbeiten und die seiner Arbeitsgruppe mit Aktivitäten, Populationsentwicklungen und Wechselwirkungen von Bodenorganismen, aber auch mit der Entwicklung von Ökosystemen (Sukzession) und der Modellierung ökologischer Prozesse. Die hierbei gewonnenen Erkenntnisse kommen in der Risikobewertung sowie in Konzepten zur Rekultivierung und Renaturierung zur Anwendung.

### Ökotoxikologie
Gerd Weidemann begriff die Ökotoxikologie als eine fächerübergreifende Wissenschaft, die sich mit den Auswirkungen von Stoffen auf die belebte Umwelt befasst und hierbei insbesondere den indirekten, nur im Systemkontext hervortretenden Effekten nachspürt. Die Arbeitsgruppe Weidemann hat sich vor allem den durch Chemikalien hervorgerufenen Veränderungen gewidmet, die auf den Ebenen der Populationen, der Lebensgemeinschaften und ökosystemaren Funktionen deutlich werden. Übergeordnetes Ziel dieser ökotoxikologischen Arbeiten ist es, zu einer Verbesserung der Bioindikation und der Risikoabschätzung und -bewertung von Chemikalien beizutragen und dies für unterschiedliche Praxiszusammenhänge nutzbar zu machen. Die theoretische Fundierung und die ökologische Anwendungsorientierung wurden durch Gerd Weidemann maßgeblich mit entwickelt, wobei er auch nicht die notwendige politische Auseinandersetzung scheut.

## Publikationen (Auswahl)
Eine vollständige Publikationsliste der AG Weidemann listet das Zentrum für Umweltforschung und nachhaltige Technologien (Universität Bremen) ist auf der Website ersichtlich
- G. Weidemann, H. Koehler, T. Schriefer: Recultivation: a problem of stabilization during ecosystem development. In: R. Bornkamm, J. A. Lee, M. R. D. Seaward (Hrsg.): Urban ecology. Proc. 2nd Europ. Ecol. Symp., Berlin 1980. Blackwell Sc. Publ., London, etc. 1982, S. 305–313.
- G. Weidemann, J. Schauermann: Die Tierwelt, ihre Nahrungsbeziehungen und ihre Rolle. In: H. Ellenberg, R. Mayer, J. Schauermann (Hrsg.): Ökosystemforschung – Ergebnisse des Solling-Projektes. Ulmer, Stuttgart 1986, S. 179–266.
- K. Mathes, G. Weidemann: A baseline-ecosystem approach to the analysis of ecotoxicological effects. In: Ecotoxicology and Environmental Safety. Band 20, 1990, S. 197–202.
- B. Breckling, K. Ekschmitt, K. Mathes, H. J. Poethke, A. Seitz, G. Weidemann: Gedanken zur Theorie in der Ökologie. In: Verh. Ges. Ökol. Band 21, 1992, S. 1–8.
- M. Scheringer, K. Mathes, G. Weidemann, G. Winter: Für einen Paradigmenwechsel bei der Bewertung ökologischer Risiken durch Chemikalien im Rahmen der staatlichen Chemikalienregulierung. In: Zeitschrift für Angewandte Umweltforschung. Band 11, 1998, S. 227–234.
- G. Weidemann (Hrsg.): Küstendünen an der Nordsee. In: Faun. Ökol. Mitt. Kiel Suppl. 26, 1999.
- I. Vagts, H. Cordes, G. Weidemann, D. Mossakowski: Auswirkungen von Klimaänderungen auf die biologischen Systeme der Küsten (Salzwiesen und Dünen). In: Abschlussbericht des BMBF-Forschungsvorhabens (Teil A und B). 2000.
- G. Weidemann, H. Koehler: Sukzession. In: O. Fränzle, F. Müller, W. Schröder (Hrsg.): Handbuch der Umweltwissenschaften. 12. Erg. Lfg 6/04,. III-2.1, EcoMed, Landsberg 2004, S. 3–49.